# سیری‌ناپذیر (فیلم)
سیری‌ناپذیر (انگلیسی: Insaciable) یا بیوهٔ سیری‌ناپذیر (انگلیسی: The Insatiable Widow) یک فیلم درام اِروتیک آرژانتینی است که در سال ۱۹۷۶ منتشر شد. از بازیگران آن می‌توان به سانتیاگو گومس کو، ایسابل سارلی و آرماندو بو اشاره کرد.